# Stazione di Będzin Miasto
Będzin Miasto è una stazione ferroviaria situata nella città di Będzin, nel Voivodato della Slesia in Polonia. Costruita nel 1859, la stazione ha servito diverse funzioni durante la sua storia ed è oggi un importante punto di transito nella regione.

## Edificio della stazione
L'edificio originale della stazione, realizzato nel 1858, fu sostituito nel 1931 con una struttura modernista progettata da Edgar Aleksander Norwerth e costruita da Pronaszko i Sobieszek. La stazione è caratterizzata da linee moderne e da una torre con orologio. Tra il 2006 e il 2012 l'edificio è stato sottoposto a un'importante ristrutturazione che ha incluso l'installazione di ascensori e il miglioramento degli interni. Oggi ospita anche spazi per uffici, una filiale della biblioteca e servizi commerciali.

## Infrastruttura
La stazione dispone di due piattaforme coperte, collegate tramite un sottopassaggio pedonale. Ogni piattaforma ha una banchina accessibile e dotata di servizi per persone con mobilità ridotta. Nel fabbricato sono presenti una biglietteria, un'area di attesa e negozi.